# الجامعة التونسية للترياتلون والبارا ترياتلون
الجامعة التونسية للترياتلون والبارا ترياتلون (بالفرنسية: Fédération Tunisienne de Triathlon & ParaTriathlon)‏ هي جامعة رياضية تونسية، تشرف على رياضة الترياثلون في تونس.

## أهداف
تهدف الجامعة إلى:
- تنظيم وتطوير ومراقبة ممارسة رياضة الترياثلون بمختلف أشكالها على التراب التونسي.
- إدارة وتنسيق أنشطة الجمعيات التي تضم الأعضاء الممارسين لرياضة الترياثلون بمختلف أشكالها.
- الدفاع عن مصالح رياضة الترياثلون في تونس.

## المسيرون
- الرئيس: لطفي لعبيّد
- نائب الرئيس:
- أمين مال:
- الأعضاء:

## عضوية
وهي عضو بالاتحاد الدولي للترياتلون.

## مقالات ذات صلة
- سباق ثلاثي

## وصلة خارجية
- الموقع الرسمي للجامعة التونسية للترياتلون والبارا ترياتلون.